# Államreform Bizottság (2006–2007)
Az Államreform Bizottság (ÁRB) a második Gyurcsány-kormány által létrehozott kormánybizottság, melynek feladata a közigazgatásra vonatkozó államreform elemzése és értékelése volt szakmai, illetve politikai szempontok szerint. Az ÁRB titkára Draskovics Tibor államreformért felelős kormánybiztos, volt pénzügyminiszter volt. 2006. június 15. és 2007. július 1. között működött.
A közigazgatási szervek, miután kidolgozták saját reformjavaslataikat, azokat meg kellett küldjék a bizottságnak. Reformok, szabályozási tervek csak az Államreform Bizottság jóváhagyásával kerülhettek a Kormány elé.

## Felállítása
A Magyar Köztársaság Alkotmánya 40. § (1) bekezdése szerint a Kormány meghatározott feladatok ellátására kormánybizottságokat alakíthat, melyeket meghatározott kérdésekben döntéshozatali jogkörrel ruházhat fel.
A második Gyurcsány-kormány 2006 júniusában, miután bejelentette az állam egész működését, de különösen az önkormányzati rendszert, a közigazgatást, az egészségügyet, az oktatást és a nyugdíjrendszert érintő reformokat, az 1061/2006 (VI. 15.) Az államreform előkészítésével és megvalósításával összefüggő egyes szervezeti és személyi kérdésekről  jelzetű kormányhatározatával felállította az Államreform Bizottságot. A határozat szerint az ÁRB a „kormány javaslattevő, véleményező és döntés-előkészítő szerve”, fenntartója a Miniszterelnöki Hivatal, felügyeleti szerve a kormány.

## Tagjai és kinevezésük rendje
- A bizottság elnöke a kormányfő, Gyurcsány Ferenc.
- A bizottság alelnöke és titkársága munkájának irányítója az államreformért felelős kormánybiztos, Draskovics Tibor.

A Bizottság kormányzati tagjai, hivatalból tagjai a testületnek:
- A miniszterelnököt helyettesítő miniszter: Kiss Péter szociális és munkaügyi miniszter
- A Miniszterelnöki Hivatalt vezető miniszter: Szilvásy György
- A pénzügyminiszter: Veres János
- Az igazságügyi és rendészeti miniszter: Takács Albert
- A Miniszterelnöki Hivatal koalíciós koordinációért felelős államtitkára: Horn Gábor

A Bizottság miniszterelnök által felkért tagjai, a téma szakértői:
- Botka László
- Nagy János
- Mázsa Péter
- Repa Imre
- Sárközy Tamás
- Vértes András

Az Államreform Bizottság üléseinek állandó meghívottja:
- A fejlesztéspolitikáért felelős kormánybiztos: Bajnai Gordon

A testület tagjait a kormány nevezi ki. A testületet vezető kormánybiztos két évre kapta megbízatását, tevékenységét a miniszterelnök irányítja. További eseti meghívottak személyére a kormánybiztosnál bármely tag javaslatot tehet.

## Feladata és hatásköre
Az ÁRB tagjai kéthetente rendszeres üléseket tartanak a kormánybiztos vezetésével. A bizottság elemzi az illetékes közigazgatási szervek által az Államreform Bizottsághoz kötelezően benyújtott reformterveket és szabályozási javaslatokat, és dönt azok kormány elé való terjesztéséről, vagy átdolgozás végetti visszaküldéséről. A reformok végrehajtását ellenőrzi, és gondoskodik azok kommunikálásáról.
A kormánybiztos saját hatáskörében vezeti az ÁRB üléseit, javaslatot tehet reformtervekre, véleményezi a hozzá benyújtott javaslatokat. Információkat, adatokat kérhet ki, tanulmányokat készíttet, és részt vesz a kormány ülésein, ahol beszámol a bizottság eredményeiről.
Az ÁRB üléseiről beszámoló készül, melyet a résztvevők kapnak kézhez. Az ÁRB napirendje, illetve az ÁRB által megvitatott dokumentumok, mint döntés-előkészítő anyagok az adatvédelmi törvény alapján nem nyilvánosak. Az ülésen elhangzottakról, a megfogalmazott javaslatokról és ajánlásokról a sajtónak abban az esetben adnak tájékoztatást, ha arról a testület előzetesen határozott, ide értve a nyilatkozat módjáról, határidejéről és a nyilatkozó(k) személyéről való döntést.

## Szervezete, költségvetése
Az Államreform Bizottság munkáját a Miniszterelnöki Hivatal (MeH) egyik főosztálya, a Titkárság segíti. A bizottság költségeit is a Titkárság állja, melynek a MeH költségvetésén belül külön címe van.